# Jennifer Pan
Jennifer Pan (ur. 17 czerwca 1986) – wietnamsko-kanadyjska kobieta pochodzenia chińsko-wietnamskiego. Została skazana za opłacenie zabójstwa swoich rodziców w 2010. Rzekomym powodem było tzw. tiger parenting. Przestępstwo miało miejsce w rezydencji rodziny Pan w Unionville w Ontario. Na podstawie tej zbrodni powstała książka A Daughter's Deadly Deception: The Jennifer Pan Story, którą napisał Jeremy Grimaldi, dziennikarz Markham Economist and Sun.
Do zbrodni doszło w piwnicy domu 8 listopada 2010. W jej wyniku zmarła matka kobiety, Bich Ha Pan. Jej ojciec, Huei Hann Pan, przeżył mimo ciężkich obrażeń. Jennifer Pan została skazana 13 grudnia 2014 na dożywocie z możliwością zwolnienia warunkowego po 25 latach. Ma także zakaz kontaktowania się z Danielem Chi-Kwong Wong, jej niegdysiejszym partnerem z którym zaplanowała zbrodnię.